# Suburban Noize Records
 Suburban Noize Records – wytwórnia płytowa z północnej Kalifornii wydająca głównie hip-hop (np. Kottonmouth Kings) oraz punk rock (np. Humble Gods), hardcore (np. Mower), reggae (np. Too Rude) i mieszającej różne gatunki (np. (hed)p.e.). 
Została założona w 1995 roku przez Daddy X'a z Kottonmouth Kings.

## Aktualni artyści
W kolejności alfabetycznej:
- Authority Zero
- Big B
- Chucky "DGAF" Styles
- Daddy X
- Dirtball
- DJ Bobby B
- Dogboy
- (hed)p.e.
- Humble Gods
- Judge D
- Kingspade
- Kottonmouth Kings
- Last Laugh
- Mower
- One Session
- OPM
- Pakelika
- Phunk Junkeez
- Potluck
- Saint Dog
- Subnoize Souljaz
- The Taxman
- Too Rude
- Tsunami Bros.
- Wicked Wisdom
- X Clan